# OpenNIC
OpenNIC (também chamado de Projeto OpenNIC) é um centro de informações de rede privada para servidores DNS Raiz. Ele oferece uma alternativa aos sistemas de nomes de domínio tradicionais e domínios de nível superior gerenciados pela ICANN (controlado pelo departamento de comércio dos Estados Unidos). Não é controlada por nenhuma autoridade nacional e, de acordo com suas próprias declarações, atua democraticamente.
Alguns servidores recursivos do OpenNIC são conhecidos por suas altas velocidades e baixa latência, em comparação à outros servidores recursivos amplamente utilizados, bem como suas políticas de não identificação ou sem registro em log, e muitos servidores oferecem DNSCrypt.
Como todos os sistemas DNS raiz alternativos, os domínios hospedados pelo OpenNIC são inalcançáveis para a grande maioria dos usuários da Internet, porque eles exigem uma configuração não padrão em um revolvedor de DNS.

## História
OpenNIC nasceu de uma discussão num artigo publicado no Kuro5hin.org, em 1 de junho de 2000, defendendo um sistema de nomes de domínio democrático. Os primeiros servidores OpenNIC entraram em operação em julho do mesmo ano.
Em março de 2001, uma interconexão foi feita com os domínios de primeiro nível (TLDs) da Pacific Root (outro DNS Raiz) e, em setembro, um mecanismo de pesquisa foi anunciado para o namespace do OpenNIC.
Mais tarde, OpenNIC reestruturou sua arquitetura para melhorar a extensibilidade e evitar problemas de falha de ponto. Cada TLD tem suas próprias regras e define quais tipos de sites são aceitáveis. Novos domínios de nível superior podem ser criados após enviados uma solicitação para OpenNIC.

## Domínios de Nível Superior
O projeto OpenNIC oferece uma alternativa regulamentada democraticamente aos domínios tradicionais de nível superior, que são concedidos centralmente pela ICANN. Ao registrar novos TLDs, o cuidado é tomado para não conflitar com os da ICANN. Isso possibilita que os usuários resolvam os TLDs comuns da ICANN por meio dos servidores de nomes fornecidos pelo projeto como uma alternativa.
Atualmente, o OpenNIC permite a utilização dos seguintes TLDs:
.BBS
Para o sistemas de BBS.
.Chan
Destinado a imageboards.
.Dyn,
Usado para registros de ponte DNS.
.Peles
Destinado a sites em relação ao Furry fandom.
.Geek
Para sites voltados para o público Geek.
.Cola
É usado internamente pelo projeto OpenNIC para seus serviços.
.Gopher
Sites que usam o protocolo Gopher.
.Indy
Notícias, mídia, música, independentes (indie).
.Libre
Destinado a promover a utilização não comercial da Internet.
.Neo
Domínio de nível superior (TLD) de uso geral.
.NULL
Locais não comerciais individuais.
.OSS
Abreviatura para software de código aberto.
.Oz
Para australianos e a cultura australiana.
.Parody
Sites não comerciais como pontos turísticos.
.Pirate,
Destinado ao compartilhamento de arquivos.
.Cyb,
Para cyberpunk.